# Piper paludosum
Piper paludosum är en pepparväxtart som beskrevs av C. Dc.. Piper paludosum ingår i släktet Piper och familjen pepparväxter. Inga underarter finns listade i Catalogue of Life.